# Lorris
Lorris – miejscowość i gmina we Francji, w Regionie Centralnym, w departamencie Loiret.
Według danych na rok 1990 gminę zamieszkiwało 2620 osób, a gęstość zaludnienia wynosiła 58 osób/km² (wśród 1842 gmin Centre, Lorris plasuje się na 137. miejscu pod względem liczby ludności, natomiast pod względem powierzchni na miejscu 124.).